# Bologna Football Club 1909 2005-2006
Questa voce raccoglie le informazioni riguardanti il Bologna Football Club 1909 nelle competizioni ufficiali della stagione 2005-2006.

## Stagione
Il Bologna nel campionato di Serie B 2005-2006 si è classificato all'ottavo posto con 64 punti. La stagione dei rossoblù è iniziata con il tecnico Renzo Ulivieri, che è rimasto in sella fino a metà novembre, viene poi sostituito da Andrea Mandorlini senza riuscire a rientrare nel novero delle pretendenti alla promozione. Poi a inizio marzo, dopo la sconfitta (2-0) subita a Vicenza, viene richiamato Renzo Ulivieri, che per due soli punti, non riesce a centrare l'obiettivo dei Play-off. Ottima la stagione disputata da Claudio Bellucci autore di 26 reti, nella sua quinta stagione a Bologna. Nella Coppa Italia ritornata all'eliminazione diretta fin dai primi turni, la squadra felsinea supera nel primo turno il Ravenna, poi nel secondo turno viene estromessa dal Cesena.

## Divise e sponsor
Lo sponsor per la stagione 2005-2006 è Europonteggi, mentre lo sponsor tecnico è Macron. La prima maglia presenta 5 strisce verticali rossoblu, mentre la seconda divisa è completamente bianca. La terza divisa è blu, con disegno blu scuro sulla parte sinistra.
| Casa | Trasferta | Terza | 1ª portiere | 2ª portiere |

## Rosa
Rosa tratta dal sito ufficiale.
| N. |                    | Ruolo | Calciatore                   |
| -- | ------------------ | ----- | ---------------------------- |
| 1  | Italia (bandiera)  | P     | Gianluca Pagliuca (capitano) |
| 2  | Italia (bandiera)  | D     | Daniele Daino                |
| 3  | Italia (bandiera)  | D     | Ciro Capuano                 |
| 4  | Italia (bandiera)  | C     | Christian Amoroso            |
| 5  | Italia (bandiera)  | D     | Claudio Terzi                |
| 6  | Italia (bandiera)  | C     | Fabio Pecchia                |
| 7  | Italia (bandiera)  | C     | Carlo Nervo                  |
| 8  | Italia (bandiera)  | C     | Nicola Mingazzini            |
| 9  | Italia (bandiera)  | A     | Giacomo Cipriani             |
| 10 | Italia (bandiera)  | A     | Fabio Vignaroli              |
| 11 | Italia (bandiera)  | A     | Claudio Bellucci             |
| 12 | Italia (bandiera)  | P     | Emanuele Manitta             |
| 13 | Italia (bandiera)  | D     | Angelo Antonazzo             |
| 14 | Italia (bandiera)  | C     | Lamberto Zauli               |
| 15 | Romania (bandiera) | D     | Valentin Năstase             |
| 16 | Italia (bandiera)  | D     | Luca Mezzano                 |

| N. |                   | Ruolo | Calciatore            |
| -- | ----------------- | ----- | --------------------- |
| 17 | Serbia (bandiera) | D     | Vlado Šmit            |
| 18 | Italia (bandiera) | A     | Luigi Della Rocca     |
| 19 | Italia (bandiera) | C     | Leonardo Colucci      |
| 20 | Italia (bandiera) | D     | Stefano Torrisi       |
| 21 | Italia (bandiera) | C     | Massimo Loviso        |
| 22 | Italia (bandiera) | P     | Alberto Marzi         |
| 23 | Italia (bandiera) | D     | Andrea Costa          |
| 24 | Italia (bandiera) | C     | Francesco Della Rocca |
| 25 | Italia (bandiera) | D     | Pasquale D'Aniello    |
| 26 | Italia (bandiera) | D     | Ivan Pedrelli         |
| 28 | Italia (bandiera) | D     | Luca Tedeschi         |
| 29 | Italia (bandiera) | C     | Michael Vincenzi      |
| 30 | Italia (bandiera) | C     | Gabriele Paonessa     |
| 31 | Italia (bandiera) | A     | Gennaro Fragiello     |
| 32 | Italia (bandiera) | C     | Luca Ferrari          |
| 41 | Italia (bandiera) | A     | Massimo Marazzina     |

## Risultati

### Campionato

#### Girone di andata
| Trieste 29 agosto 2005, ore 20:45 1ª giornata | Triestina          | 0 – 0 | Bologna | Stadio Nereo Rocco\| Arbitro: \| Ayroldi (Molfetta) \| |
| Arbitro:                                      | Ayroldi (Molfetta) |       |         |                                                        |

| Arbitro: | Cassarà (Palermo) |

|                                  |           |           |
| Bellucci 45’ Zoppetti 49’ (aut.) | Marcatori | 74’ Croce |

| Arbitro: | Messina (Bergamo) |

|                                        |           |                 |
| Adaílton 13’ Gervasoni 15’ Rantier 53’ | Marcatori | 23’ Della Rocca |

| Arbitro: | De Santis (Roma) |

|                |           |                                |
| Bellucci 90+2’ | Marcatori | 39’ (rig.) Bucchi 57’ Colacone |

| Arbitro: | Rosetti (Torino) |

|                  |           |              |
| Stankevicius 55’ | Marcatori | 53’ Bellucci |

| Arbitro: | Palanca (Roma) |

|                          |           |          |
| Bellucci 26’ Amoroso 82’ | Marcatori | 6’ Sardo |

| Arbitro: | Bertini (Arezzo) |

|  |           |              |
|  | Marcatori | 12’ Bellucci |

| Arbitro: | Racalbuto (Gallarate) |

|                 |           |                                   |
| Della Rocca 80’ | Marcatori | 85’ N. Russo 90+4’ (aut.) Mezzano |

| Torino 9 ottobre 2005, ore 15:00 UTC+2 9ª giornata | Torino        | 0 – 0 referto | Bologna | Stadio delle Alpi (29.555 spett.)\| Arbitro: \| Pieri (Lucca) \| |
| Arbitro:                                           | Pieri (Lucca) |               |         |                                                                  |

| Arbitro: | De Marco (Chiavari) |

|                                          |           |            |
| Pesoli 16’ Bellucci 30’, 90’ Pecchia 64’ | Marcatori | 78’ Padoin |

| Arbitro: | Saccani (Mantova) |

|             |           |              |
| Caserta 60’ | Marcatori | 5’ Vignaroli |

| Arbitro: | Tagliavento (Terni) |

|            |           |  |
| Ventola 1’ | Marcatori |  |

| Arbitro: | Tombolini (Ancona) |

|              |           |                 |
| Bellucci 60’ | Marcatori | 69’ Carrozzieri |

| Arbitro: | Paparesta (Bari) |

|                              |           |  |
| Ciaramitaro 20’ Salvetti 27’ | Marcatori |  |

| Bologna 14 novembre 2005, ore 14.30 15ª giornata | Bologna              | 0 – 0 referto | Mantova | Stadio Renato Dall'Ara\| Arbitro: \| Farina (Novi Ligure) \| |
| Arbitro:                                         | Farina (Novi Ligure) |               |         |                                                              |

| Arbitro: | Pieri (Lucca) |

|              |           |                             |
| Bellucci 69’ | Marcatori | 41’ Di Deo 63’, 90+3’ Frick |

| Arbitro: | Herberg (Messina) |

|                         |           |                              |
| Testini 18’ Bonazzi 70’ | Marcatori | 15’ Vignaroli 90+2’ Bellucci |

| Arbitro: | Preschern (Mestre) |

|                     |           |            |
| Bellucci 58’ (rig.) | Marcatori | 56’ Garzon |

| Arbitro: | Dattilo (Locri) |

|                         |           |                          |
| Danilevicius 61’, 90+4’ | Marcatori | 80’ Bellucci 83’ Pecchia |

| Arbitro: | Marelli (Como) |

|             |           |  |
| Bellucci 8’ | Marcatori |  |

| Arbitro: | Bergonzi (Genova) |

|  |           |                              |
|  | Marcatori | 57’ Smit 90+2’ (rig.) Loviso |

#### Girone di ritorno
| Arbitro: | Romeo (Verona) |

|  |           |             |
|  | Marcatori | 42’ Minieri |

| Pescara 14 gennaio 2006, ore 16:00 23ª giornata | Pescara           | 0 – 0 | Bologna | Stadio Adriatico\| Arbitro: \| Herberg (Messina) \| |
| Arbitro:                                        | Herberg (Messina) |       |         |                                                     |

| Arbitro: | Paparesta (Bari) |

|                         |           |           |
| Bellucci 6’ (rig.), 83’ | Marcatori | 53’ Iunco |

| Modena 21 gennaio 2006, ore 16:00 25ª giornata | Modena               | 0 – 0 | Bologna | Stadio Alberto Braglia\| Arbitro: \| Farina (Novi Ligure) \| |
| Arbitro:                                       | Farina (Novi Ligure) |       |         |                                                              |

| Arbitro: | Bergonzi (Genova) |

|                                               |           |           |
| Marazzina 73’ Bellucci 80’ (rig.) Pecchia 92’ | Marcatori | 67’ Bruno |

| Arbitro: | De Marco (Chiavari) |

|                |           |             |
| Cacia 71’, 89’ | Marcatori | 78’ Mezzano |

| Arbitro: | Tagliavento (Terni) |

|                      |           |  |
| L. Della Rocca 90+2’ | Marcatori |  |

| Arbitro: | Gabriele (Frosinone) |

|                                      |           |  |
| Jeda 5’ (rig.), 28’ (rig.) Pellè 79’ | Marcatori |  |

| Arbitro: | Saccani (Mantova) |

|               |           |              |
| Marazzina 48’ | Marcatori | 85’ Stellone |

| Arbitro: | Bergonzi (Genova) |

|                          |           |  |
| Sgrigna 13’ Vitiello 67’ | Marcatori |  |

| Arbitro: | Rocchi (Firenze) |

|                  |           |             |
| Smit 2’ Daino 5’ | Marcatori | 62’ Mascara |

| Arbitro: | Rosetti (Torino) |

|           |           |             |
| Zauli 48’ | Marcatori | 70’ Ventola |

| Arbitro: | Marelli (Como) |

|               |           |                               |
| Martnetti 44’ | Marcatori | 11’, 81’ (rig.), 86’ Bellucci |

| Bologna 1º aprile 2006, ore 16:00 35ª giornata | Bologna           | 0 – 0 | Cesena | Stadio Renato Dall'Ara\| Arbitro: \| Trefoloni (Siena) \| |
| Arbitro:                                       | Trefoloni (Siena) |       |        |                                                           |

| Arbitro: | Dattilo (Locri) |

|  |           |                    |
|  | Marcatori | 24’, 67’ Marazzina |

| Arbitro: | Banti (Livorno) |

|            |           |              |
| Papini 33’ | Marcatori | 38’ Bellucci |

| Arbitro: | Saccani (Mantova) |

|                                             |           |  |
| Bellucci 19’ (rig.), 32’, 80’ Marazzina 44’ | Marcatori |  |

| Arbitro: | Squillace (Catanzaro) |

|                          |           |                    |
| Carparelli 50’ Dedic 57’ | Marcatori | 59’, 64’ Marazzina |

| Arbitro: | M. Mazzoleni (Bergamo) |

|                        |           |  |
| Bellucci 11’ Nervo 70’ | Marcatori |  |

| Arbitro: | Saccani (Mantova) |

|            |           |                                          |
| Rabito 27’ | Marcatori | 32’ Della Rocca 40’ Zauli 70’ Mingazzini |

| Arbitro: | Pantana (Macerata) |

|                                           |           |  |
| Bellucci 19’ Mingazzini 42’ Marazzina 61’ | Marcatori |  |

### Coppa Italia
| Arbitro: | Rocchi (Firenze) |

|  |           |             |
|  | Marcatori | 2’ Bellucci |

| Arbitro: | Bertini (Arezzo) |

|              |           |  |
| Salvetti 87’ | Marcatori |  |

## Statistiche
| Competizione | Punti | In casa | In casa | In casa | In casa | In casa | In casa | In trasferta | In trasferta | In trasferta | In trasferta | In trasferta | In trasferta | Totale | Totale | Totale | Totale | Totale | Totale | DR  |
| Competizione | Punti | G       | V       | N       | P       | Gf      | Gs      | G            | V            | N            | P            | Gf           | Gs           | G      | V      | N      | P      | Gf     | Gs     | DR  |
| ------------ | ----- | ------- | ------- | ------- | ------- | ------- | ------- | ------------ | ------------ | ------------ | ------------ | ------------ | ------------ | ------ | ------ | ------ | ------ | ------ | ------ | --- |
| Serie B      | 46    | 21      | 7       | 11      | 3       | 26      | 21      | 21           | 3            | 5            | 13           | 12           | 31           | 42     | 10     | 16     | 16     | 38     | 52     | -14 |
| Coppa Italia | -     | 0       | 0       | 0       | 0       | 0       | 0       | 2            | 1            | 0            | 1            | 1            | 1            | 2      | 1      | 0      | 1      | 1      | 1      | 0   |
| Totale       | -     | 21      | 7       | 11      | 3       | 26      | 21      | 23           | 4            | 5            | 14           | 13           | 32           | 44     | 11     | 16     | 17     | 39     | 53     | -14 |